# Panthère Rose (rose)
'Panthère Rose' est un cultivar de rosier obtenu en 1981 par Marie-Louise Meilland. Cet hybride de thé est issu du croisement 'Coppélia 76' (‘MEIgurami’, floribunda) x 'Romantica 76' (‘MEInaregi’, hybride de thé). De 1982 à 2004, cette variété a été reconnue comme rose ADR.

## Description

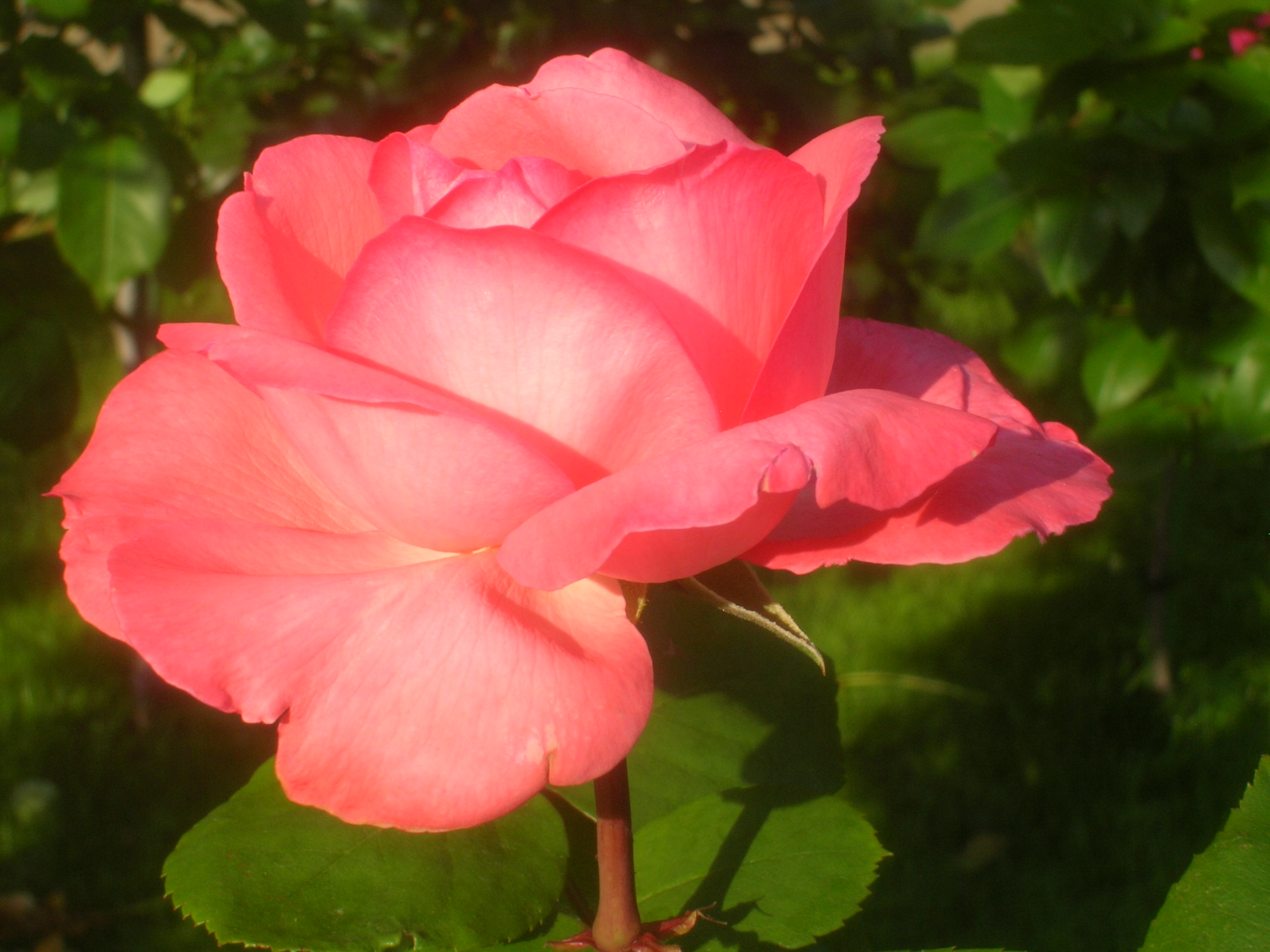
La rose ‘Aachener Dom’ au Volksgarten de Vienne.

Son buisson bien érigé et fortement ramifié forme un petit arbuste compact s'élevant jusqu'à 80 cm de hauteur et 40 cm de largeur. Ses fleurs d'un rose argenté de 26 à 40 pétales exhalent un parfum fruité. Dans les régions au climat méditerranéen, la fleur est uniformément colorée, alors que dans les régions plus fraîches les contrastes sont plus marqués avec les bords d'un rose presque rouge. Peu de temps avant qu'elles ne se fanent, les fleurs ont l'apparence d'une pivoine. Les fleurs doubles mesurent de 10 à 12 cm et sont parfois sensibles à la pluie. Le rosier a des feuilles robustes de taille moyenne à grande, vert foncé.
La floraison est remontante. Sa zone de rusticité est de 7b, ce qui signifie que son pied a besoin d'être protégé en hiver. Elle fleurit de juin aux premières gelées et est résistante aux maladies.
Ce rosier convient à la plantation de parterres de fleurs, de jardins de maisons de campagne et de haies. Ses longues tiges la font aussi apprécier des fleuristes pour la fleur coupée. On peut l'admirer dans de nombreuses roseraies du monde, comme à la roseraie de Cologne, la roseraie d'Uetersen, à l'Europa-Rosarium de Sangerhausen, au Deutsches Rosarium et bien sûr au sud-est de la cathédrale d'Aix-la-Chapelle, car elle est connue en Allemagne et dans d'autres pays, sous le nom d' 'Aachener Dom' (ce qui signifie en allemand, cathédrale d'Aix-la-Chapelle).

## Descendance
Elle a donné naissance à de nombreux hybrides, parmi lesquels 'Eternal Flame' (Meilland, 2007), ‘La Perla’ (Kordes, 2006, de couleur jaune) ou encore ‘Line Renaud' (Meilland, 2006).

## Nom en Allemagne

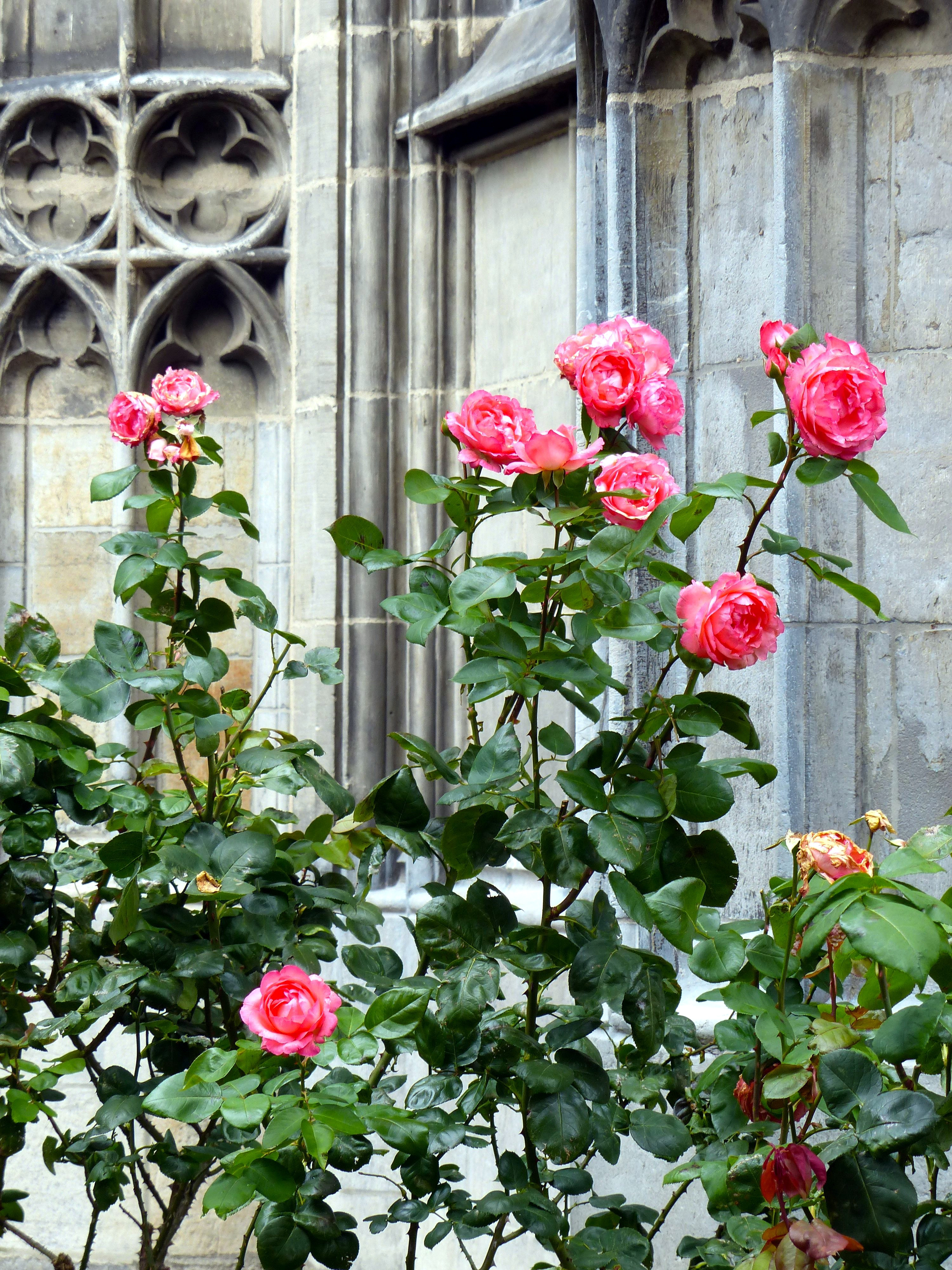
La rose ‘Aachener Dom’ devant la chapelle Sainte-Anne de la cathédrale d'Aix-la-Chapelle.

Elle doit son nom allemand Aachener Dom à la cathédrale d'Aix-la-Chapelle (protégée par l'UNESCO) d'époque carolingienne. C'est la deuxième après 'Gruss an Aachen' à rendre hommage à Aix-la-Chapelle. En France, elle s'appelle 'Panthère Rose' d'après la comédie policière, La Panthère rose (1963).

## Distinctions
- Monza Rose Trials, médaille d'argent (1981, 1983)
- Concours de La Haye, médaille d'or (1981)
- Concours de Saverne, médaille d'argent (1981)
- Concours du Rœulx, médaille d'argent (1981)
- Concours de Genève, médaille d'argent (1981)
- Anerkannte Deutsche Rose (1982-2004);
- Association des Journalistes du Jardin et de l’Horticulture : Prix de la Rose (1984)